# Przeobrażenie zupełne owadów

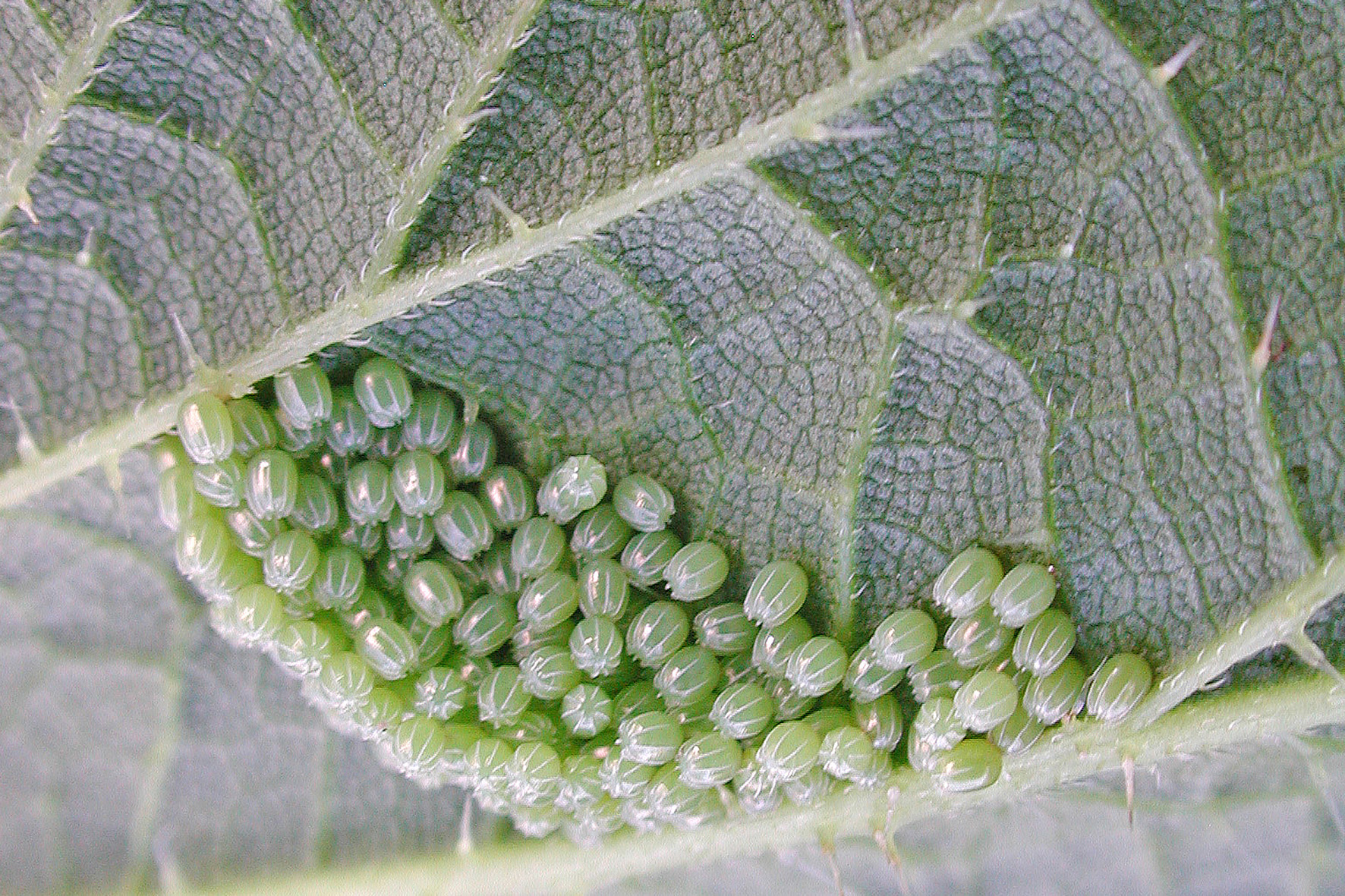
Jaja

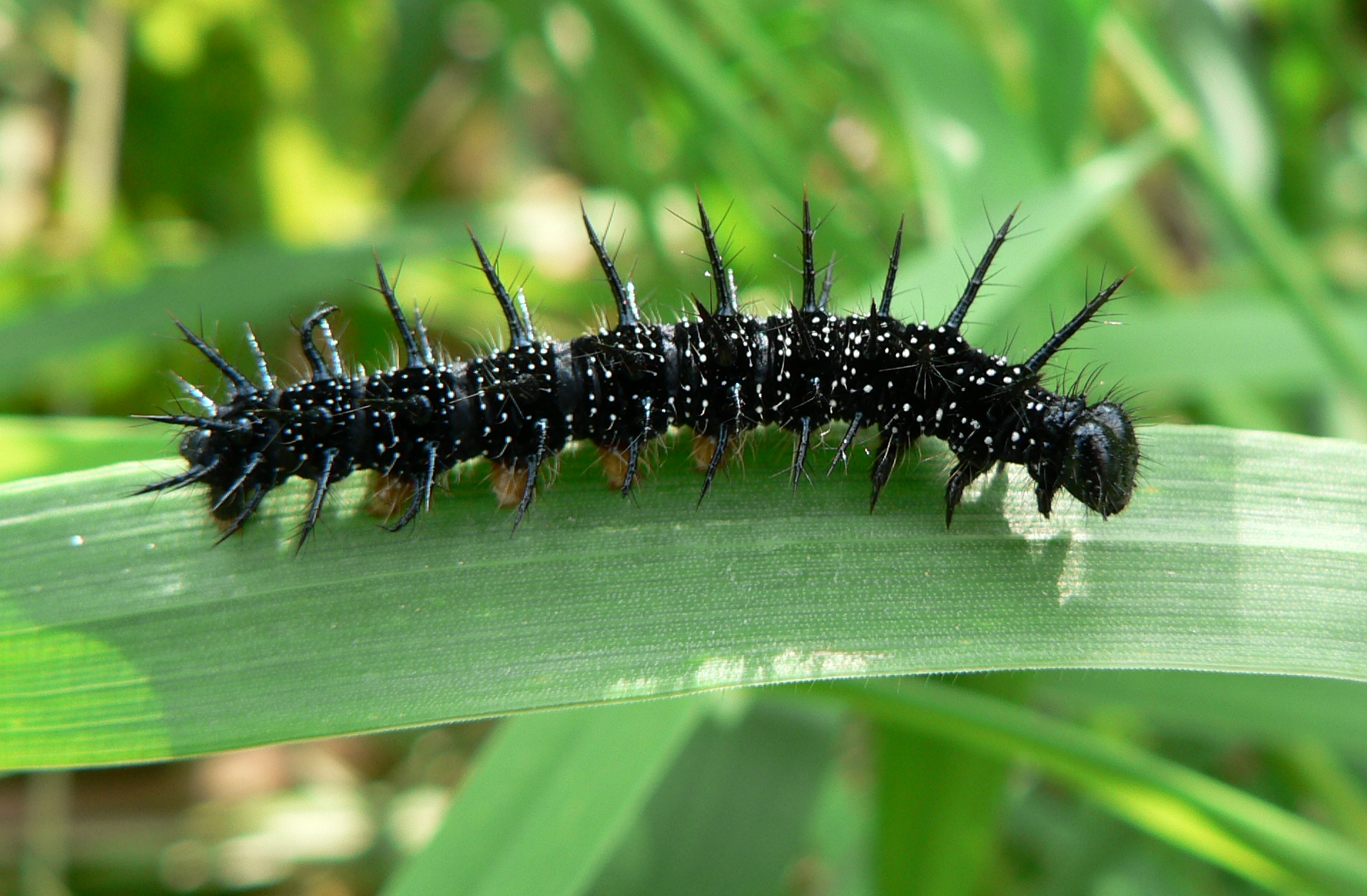
Larwa (gąsienica)

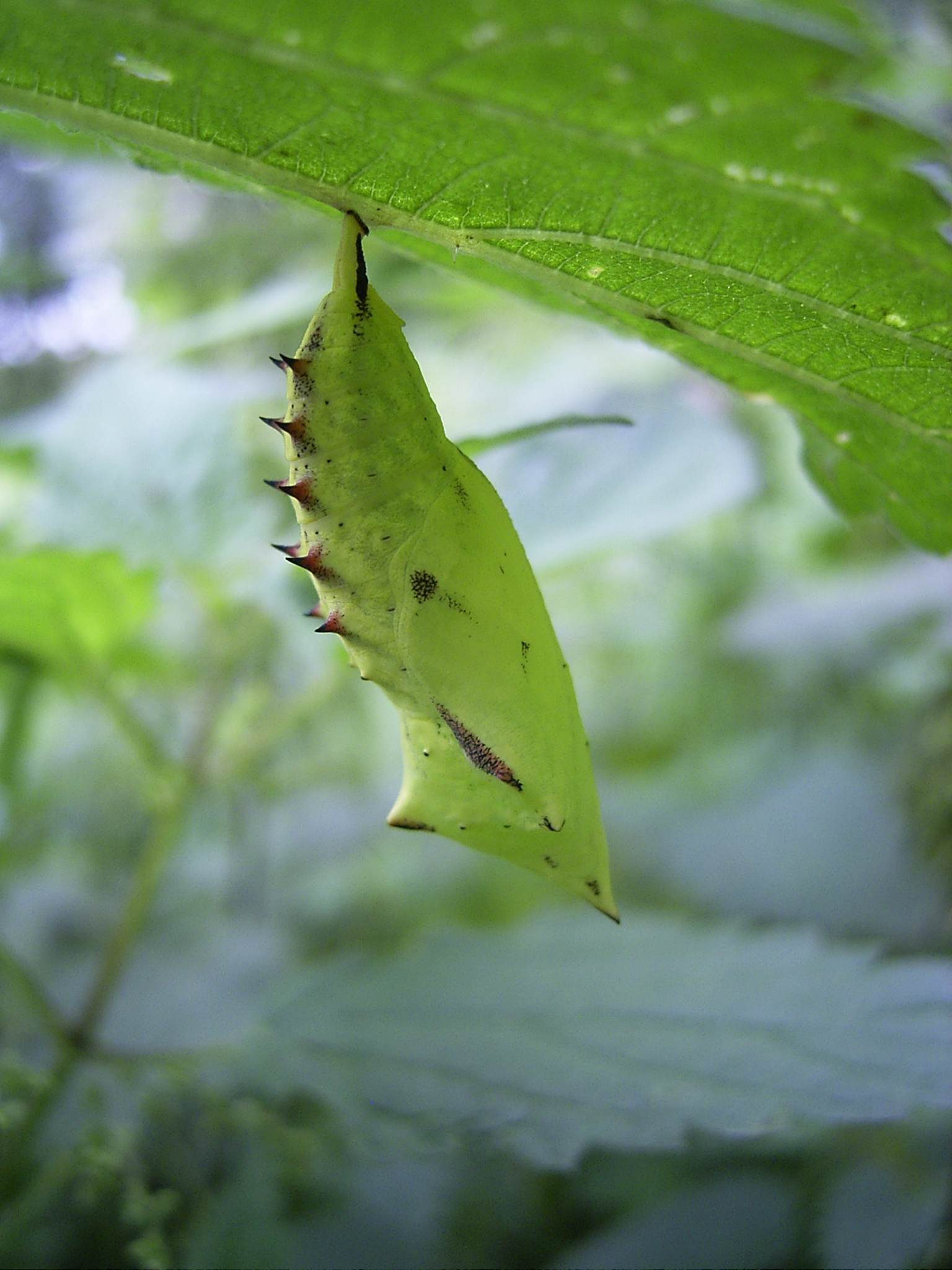
Poczwarka

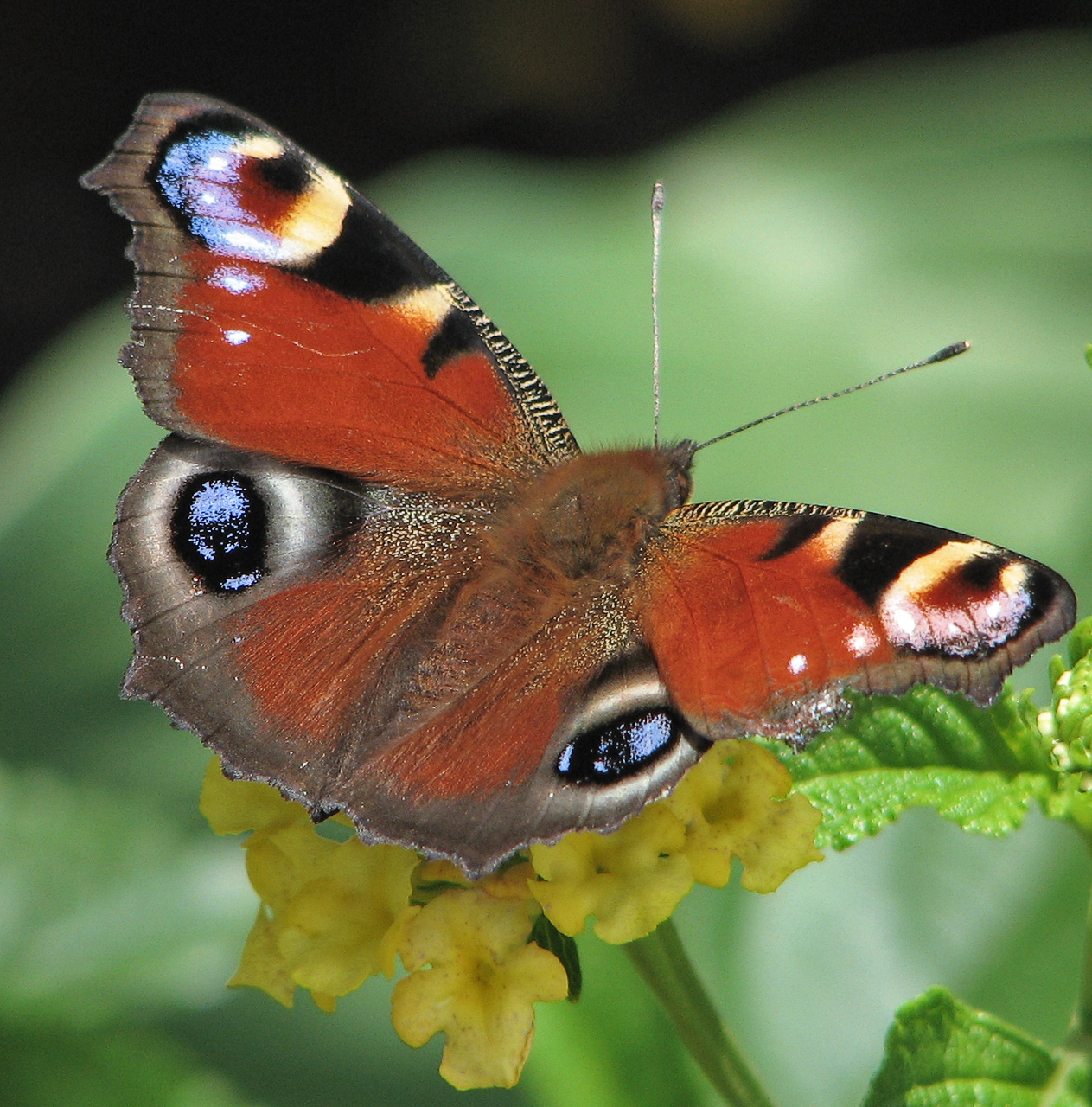
Owad dorosły

Przeobrażenie zupełne owadów, holometabolia, holometamorfoza – typ metamorfozy larwy owada w dorosłego osobnika, w trakcie której występuje stadium poczwarki.

## Stadia rozwoju
jajo → larwa → poczwarka → imago

## Przykłady
Do owadów przechodzących przeobrażenie zupełne należą m.in.:
- błonkoskrzydłe
- chruściki
- chrząszcze
- motyle
- muchówki
- sieciarki
- wielbłądki
- pchły